# I soldati dell'imperatore
I soldati dell'imperatore (Xue di zi) è un film del 2012 diretto da Andrew Lau.

## Trama
Cina, negli anni di governo della dinastia Qing, l'imperatore Yong Zheng forma una squadra segreta di assassini, "Le Ghigliottine", per eliminare i suoi oppositori. La salita al trono di Qian Long, figlio dell'imperatore, che adotta idee e tecnologie occidentali, porta la regione degli Han a ribellarsi sotto la guida del guerrigliero "Wolf".
Le Ghigliottine vengono così mandate nella regione degli Han per uccidere Wolf e tutto il suo clan, ma il vero obiettivo dell'imperatore è eliminare al contempo anche Le Ghigliottine, ormai divenuti un intralcio.